# Beleg van Ta'if
Het Beleg van Ta'if vond plaats in 630. Na de overwinningen bij de Slag bij Hunayn en de Slag bij Autas belegerden de moslims onder leiding van Mohammed de stad Taif. Het lukte hen niet de stad in te nemen.
De inwoners van Taif hadden zich in de stad verschanst en hadden de poort gesloten. Er werd een beleg begonnen dat twintig dagen duurde. Op een dag probeerde een groepje moslims een gat in de muur te maken. Ze naderden de muur in een testudo. De inwoners van Taif bekogelden hen met stukjes heet ijzer waarna de moslims de testudo verlieten. Ze werden vervolgens beschoten met pijlen waardoor sommigen van hen stierven. Uiteindelijk werd het beleg zonder succes gestaakt. Twaalf moslims sneuvelden tijdens het beleg. Een aantal moslims sneuvelden omdat hun kamp aanvankelijk erg dicht bij Taif was opgezet waardoor sommigen van hen door pijlen werden geraakt.

## Nasleep
Toen Mohammed terugkwam van de Expeditie van Tabuk kwam een delegatie uit Taif naar Medina. Ze meenden dat hun situatie uitzichtloos was aangezien de omringende Arabische stammen zich tot de islam hadden bekeerd. Ze waren buiten de stad niet meer veilig, zelfs hun kuddes niet. Ze boden aan zich tot de islam te bekeren als ze nog drie jaar hun afgod Allāt mochten aanbidden. Dit werd door Mohammed afgewezen. Ze zeiden dat ze alleen maar veilig wilden zijn van fanatici die hun afgodsbeeld niet wilden opgeven. Ze redeneerden dat de verwoesting van het afgodsbeeld mensen zou bang maken. Mohammed stuurde vervolgens Aboe Sufyan en al-Mughira ibn Shu'ba naar Taif om dit afgodsbeeld te verwoesten.